# Остров Недоразумения
О́стров Недоразуме́ния (устар. Солуй) — небольшой остров в западной части Тауйской губы (Амахтонский залив) в Охотском море, относится к территории Ольского района Магаданской области. Площадь острова составляет 4,5 км², расстояние от побережья — 3 км, а до Магадана — 20 км.
В интервале 8—9 тыс. лет назад образовался полуостров, включавший остров Недоразумения, а перешеек, соединявший остров с противолежащим мысом, был затоплен, вероятно, около 7 тыс. лет назад. Остров гористый, с каменистыми склонами сопок. Если смотреть с моря, по рельефу и окраске он напоминает материковый берег и сливается с ним. Поэтому он не был замечен гидрографической экспедицией, которая его не нанесла на карту в конце 1910-х годов. Ошибка была вскоре замечена и исправлена. Из-за этого случая остров и получил своё название.
Остров Недоразумения покрыт зарослями каменной берёзы, которая растет на всех склонах и даже на вершинном плато, что нехарактерно для других островов. На вершинном плато также распространены тундровые сообщества. Всего произрастает 213 видов растений. Однако прибрежной фауне острова угрожает браконьерский промысел краба.
В 1961 году археологическим отрядом здесь была обнаружена неолитическая стоянка.
На острове Недоразумения до 1990-х гг. действовал островной цех рыбозавода «Тауйский». Впоследствии на его месте была открыта туристическая база.